# Voskovka granátová
Voskovka granátová (Hygrocybe punicea), jinak také šťavnatka granátová, je vzácný druh houby z čeledi šťavnatkovité (Hygrophoraceae). Plodnice tohoto druhu voskovky (rod Hygrocybe) jsou jedny z největších z této skupiny. V Červeném seznamu hub České republiky je druh uveden jako ohrožený.

## Znaky
Klobouk do šířky dorůstá 5–15 cm, v mládí zvoncovitý se postupně vyvíjí v klenutý až plošně rozložitý, ve středu se formuje hrbol. Okraje se stářím mohou mírně zvedat. Pokožka je hladká, oslizlá, nabývá tmavě, oranžovo až žlutočervené, v pokročilém stáří i bledě hnědé barvy. Po obvodu je klobouk často výrazně žlutý.
Tlusté, břichaté, oranžově až hněděžluté lupeny jsou u třeně volně připojené, na klobouku jsou řídce uspořádány. Výtrusný prach je bílý.
Třeň je 6–12 cm dlouhý, 0,5-2 cm tlustý, dutý, suchý, válcovitý, někdy lehce zploštělý. Barvu má žlutou, přítomné je červené čárkování.
Dužnina má voskovitou strukturu, je žlutá, v centru bělavá, postrádá chuť i vůni.

## Užití
Jedlá houba.

## Ekologie
Celý podzim roste druh vzácně na loukách, lesních mítinách a na nehnojených travnatých plochách obecně. Často ji můžeme najít růst na jednom místě spolu s jinými druhy voskovek. 

## Rozšíření
Druh byl popsán v oblastech Evropy, Severní a Střední Ameriky, Ekvádoru, Kanárských ostrovů, Blízkého východu, Ruska a Japonska.

## Galerie

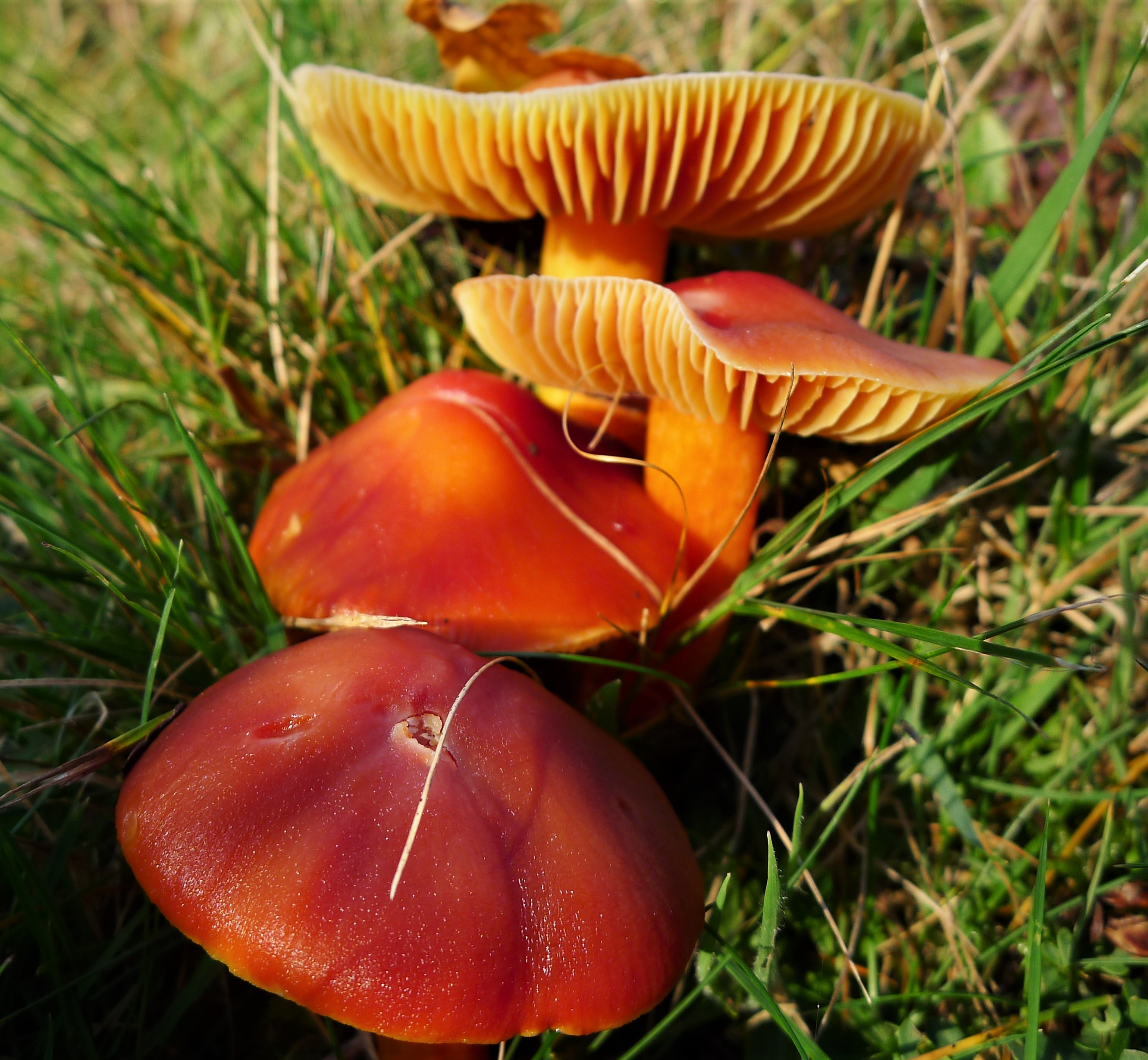
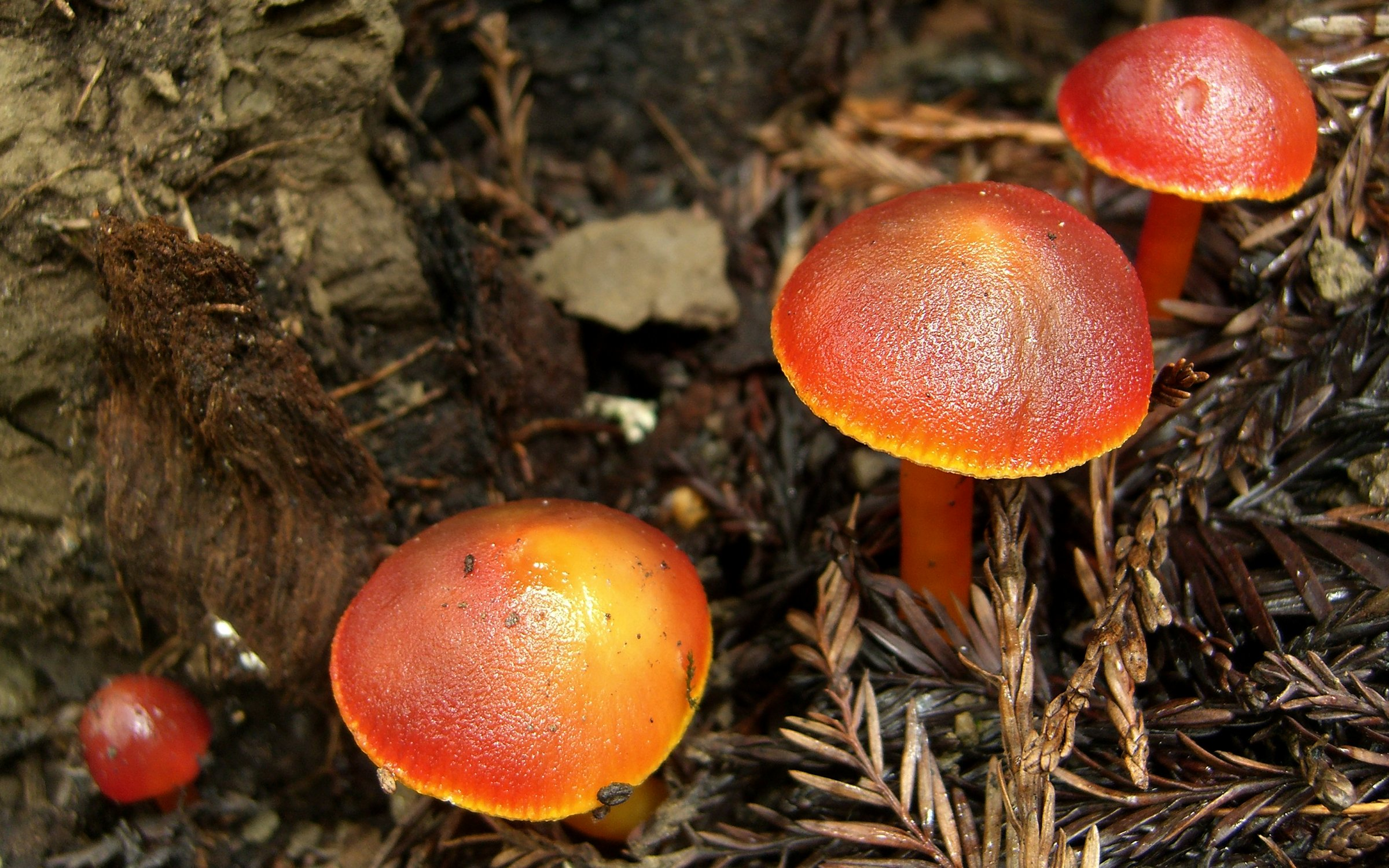
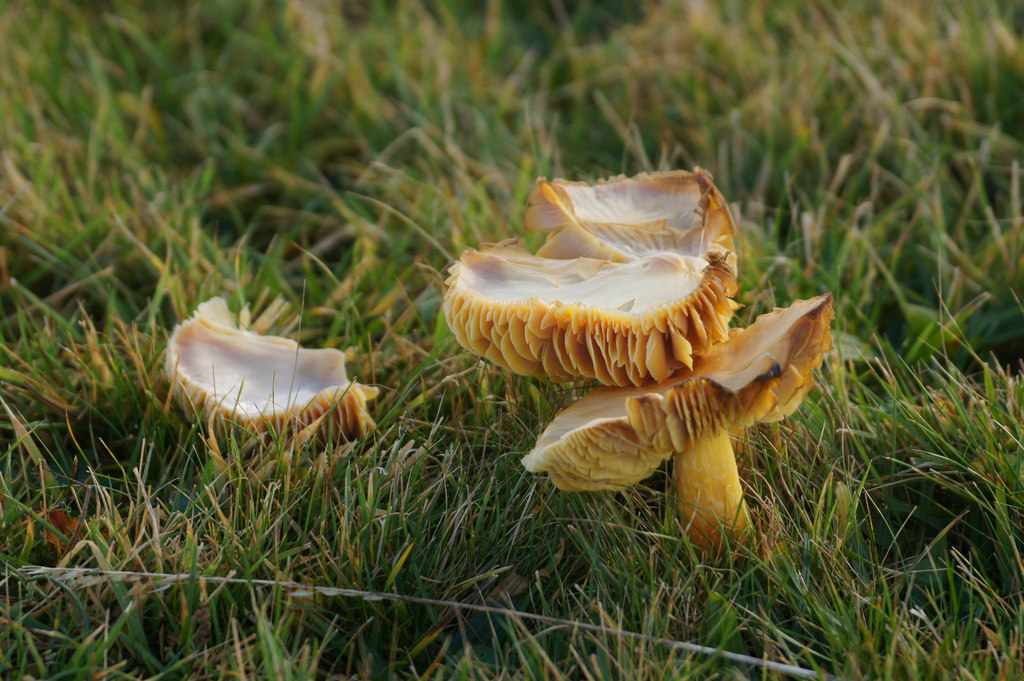
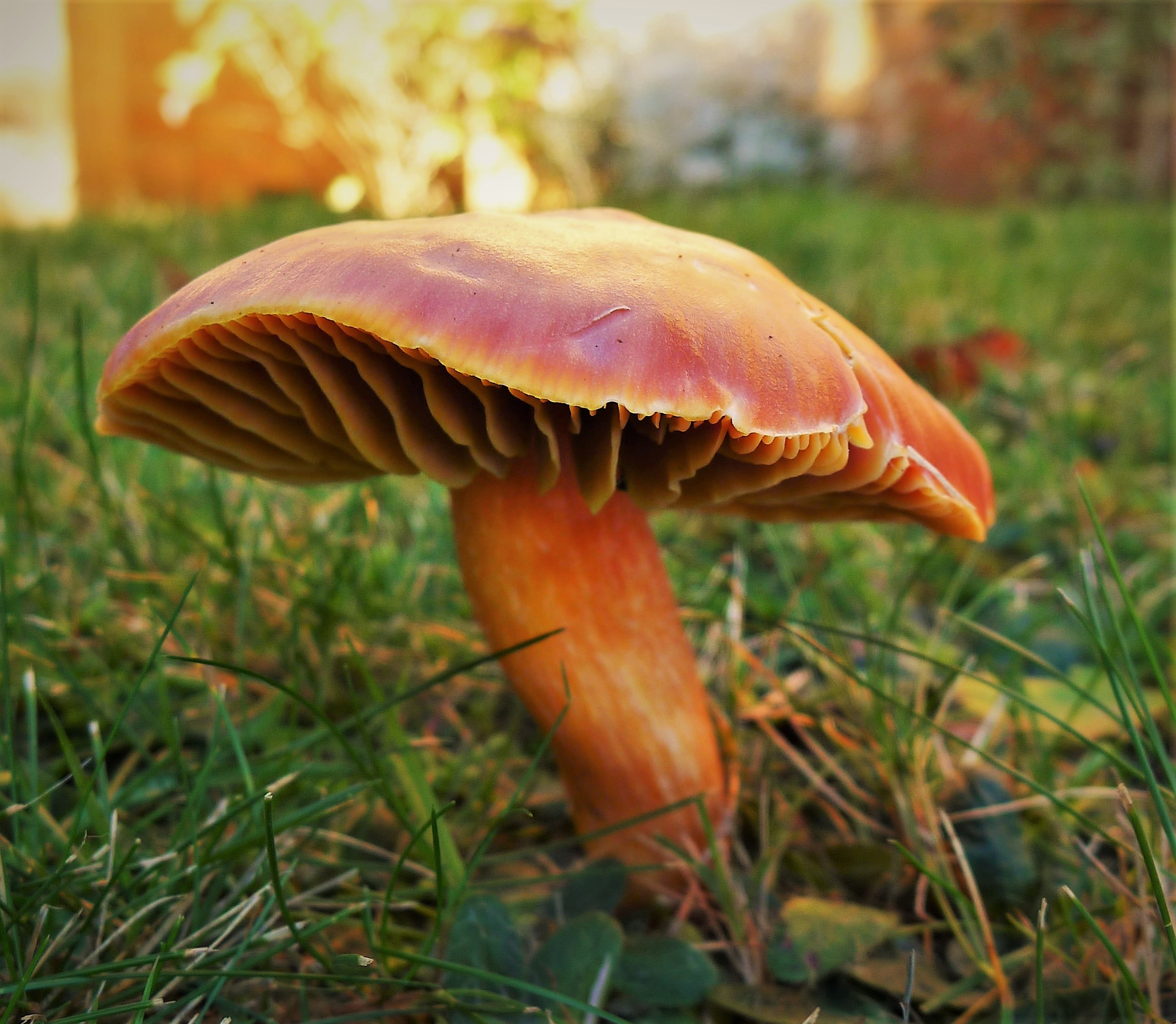
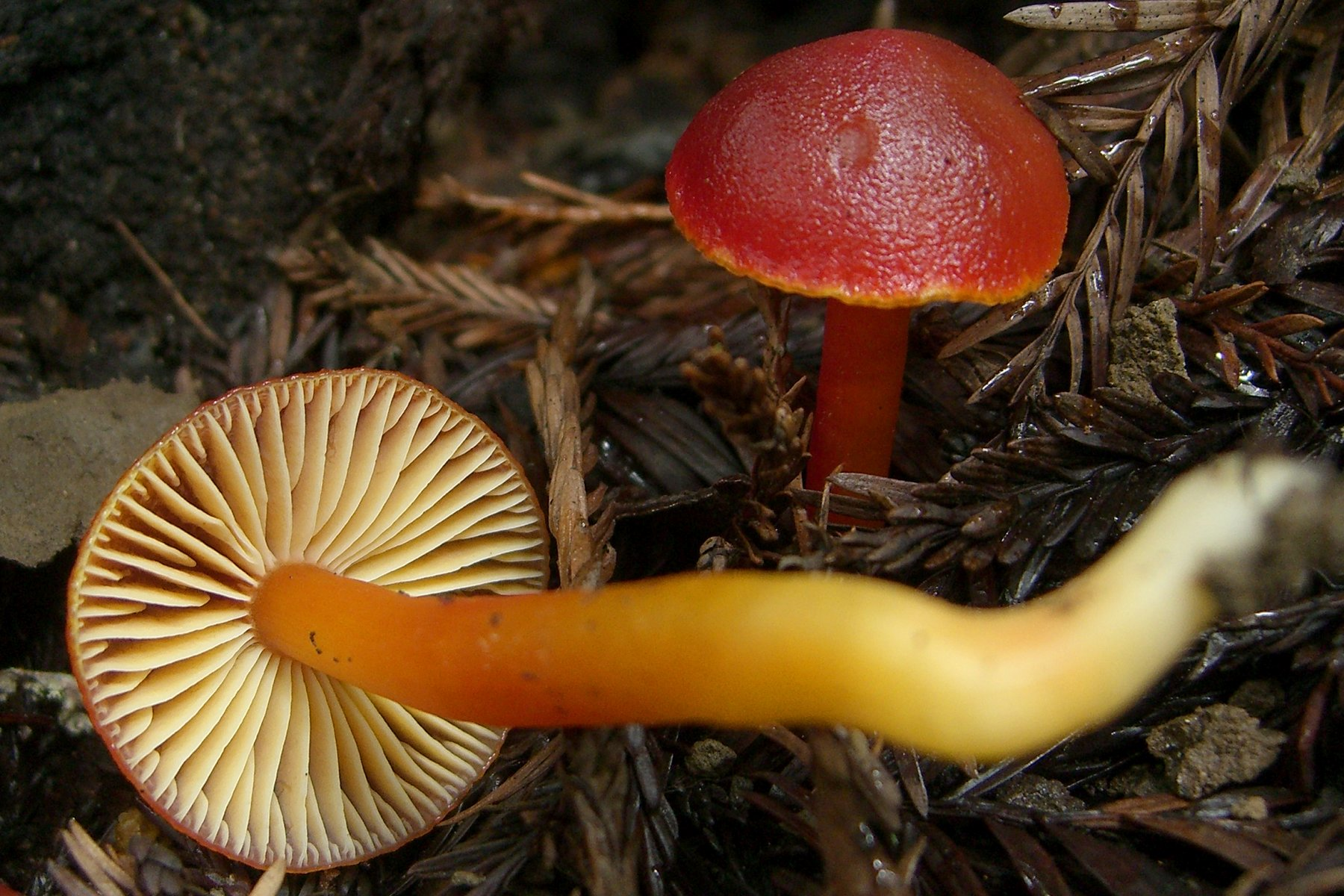

## Možnost záměny
- Voskovka nádherná (Hygrocybe splendidissima) – liší se hladkým třeněm, suchým kloboukem a medovou vůní
- Voskovka šarlatová (Hygrocybe coccinea) – liší se menšími plodnicemi a u třeně široce připojenými lupeny
- Voskovka skvostná (Hybrocybe aurantiosplendens) – liší se žlutooranžovou pokožkou klobouku